# Eddy Azimullah
Eddy Azimullah is een Surinaams dammer.

## Biografie
Eddy Azimullah won in 1991 het Surinaams Kampioenschap Dammen. Het toernooi was omstreden omdat Azimullah ervan werd beschuldigd enkele partijen te hebben gekocht. Met de nationale winst verwierf hij een plaatsbewijs voor het Pan-Amerikaans Kampioenschap in Willemstad, Curaçao. Daar behaalde hij de 5e plaats. Later verhuisde Azimullah naar de Verenigde Staten waar hij actief bleef op wedstrijdniveau.
In de jaren 1990 nam hij deel aan drie Amerikaanse kampioenschappen en wist hij drie maal tot de beste tien door te dringen. Daarna deed hij meermaals mee aan een USA Open, met in 2010 in Miami in een groot veld aan Surinaamse spelers.

## Palmares
Hij speelde tijdens de volgende internationale kampioenschappen of bereikte bij het nationale kampioenschap de eerste plaats:
| Jaar | plaats | kampioenschap                                     |
| ---- | ------ | ------------------------------------------------- |
| 1991 | Goud   | Surinaams Kampioenschap                           |
| 1992 | 5e     | Pan-Amerikaans Kampioenschap, Willemstad, Curaçao |
| 1996 | 6e     | Amerikaans Kampioenschap                          |
| 1997 | 8e     | Amerikaans Kampioenschap                          |
| 1998 | 7e     | Amerikaans Kampioenschap                          |
| 2009 | 20e    | USA Open, Kolman Turiy Memorial                   |
| 2010 | 13e    | USA Open, Miami                                   |
| 2014 | 17e    | USA Open                                          |
| 2015 | 8e     | USA Open                                          |
| 2017 | 9e     | USA Open, Kolman Turiy Memorial                   |
| 2019 | 9e     | USA Open, Huntington                              |